# UEFA Nations League
UEFA Nations League là một giải đấu bóng đá quốc tế được tổ chức dành cho các đội tuyển quốc gia nam của các hiệp hội thành viên thuộc UEFA, cơ quan quản lý bóng đá ở châu Âu.
Giải đấu đầu tiên bắt đầu vào tháng 9 năm 2018. Giải đấu ra đời nhằm thay thế các trận đấu giao hữu quốc tế mà trước đây nằm trong Lịch thi đấu Trận đấu Quốc tế FIFA, với các trận đấu mang tính cạnh tranh hơn giữa các đội tuyển quốc gia châu Âu có trình độ tương đương.

## Lịch sử
Vào tháng 10 năm 2013, chủ tịch Hiệp hội bóng đá Na Uy Yngve Hallén xác nhận có các cuộc thảo luận về một giải đấu mới có đầy đủ các đội tuyển quốc gia thành viên của UEFA, nhưng chỉ mới ở giai đoạn thiết kế.
Thể thức thi đấu của UEFA Nations League sẽ chứng kiến tất cả 55 đội tuyển quốc gia của các hiệp hội thành viên của UEFA chia thành các hạng khác nhau dựa trên thành tích gần đây của họ, trong đó các đội tuyển sẽ được lên hay xuống hạng dựa vào thành tích thi đấu trong mỗi hạng. Giải đấu đề xuất sẽ diễn ra vào ngày thi đấu quốc tế FIFA, thay thế cho các trận giao hữu và không ảnh hưởng đến lịch thi đấu Giải vô địch bóng đá thế giới hoặc Giải vô địch bóng đá châu Âu.
Vào tháng 3 năm 2014, Tổng thư ký UEFA Gianni Infantino tuyên bố rằng một trong những lợi ích của đề xuất này là giúp đỡ các hiệp hội quốc gia được sắp xếp lịch thi đấu tốt hơn. Chủ tịch Hiệp hội bóng đá Anh Grey Dyke nói đề nghị này là "rất hấp dẫn", khi đội tuyển Anh được kỳ vọng sẽ thi đấu với các đội tuyển quốc gia hàng đầu. Chủ tịch hiệp hội bóng đá Hoàng gia Bỉ Steven Martens nói rằng các quốc gia có vị trí thấp hơn sẽ vẫn được hưởng lợi từ giải đấu vì hợp đồng truyền hình với UEFA sẽ được tập trung.
UEFA Nations League đã được thông qua bởi 54 hiệp hội thành viên UEFA (Kosovo chưa là thành viên tại thời điểm này) tại Đại hội UEFA định kỳ lần thứ 38 ở Astana vào ngày 27 tháng 3 năm 2014.

## Thể thức
Theo thể thức được chấp thuận (trước khi Kosovo trở thành thành viên của UEFA), 55 đội tuyển quốc gia của UEFA sẽ được chia thành bốn phân hạng (gọi là các League): 12 đội hạng A, 12 đội hạng B, 16 đội hạng C, và 16 đội hạng D. Ở mỗi phân hạng, các đội sẽ tạo nên bốn bảng (với ba hoặc bốn đội) và thi đấu với nhau trên sân nhà và sân khách. Các đội tuyển trong phân hạng A sẽ thi đấu để trở thành nhà vô địch của UEFA Nations League. Các đội tuyển cũng sẽ thi đấu để thăng và xuống hạng cho một phân hạng cao hơn hoặc thấp hơn. Ngoài ra, UEFA Nations League cũng sẽ được liên kết với vòng loại UEFA Euro và vòng loại FIFA World Cup khu vực UEFA, mang đến cho các đội tuyển khác một cơ hội để tham dự UEFA Euro và FIFA World Cup.
Từ mùa giải 2020–21, bốn phân hạng có sự thay đổi về số đội: ba hạng A, B và C sẽ đều có 16 đội, riêng hạng D chỉ có 7 đội.
Thể thức này đã bị chỉ trích vì cho rằng các đội trước đây không đủ khả năng để vượt qua vòng loại Euro thường xuyên sẽ có nhiều cơ hội tham dự Euro hơn các đội mạnh. Ngoài ra, các đội đã bị loại khỏi vòng loại World Cup 2018 sẽ được hưởng lợi khi sẽ xuống một hạng thấp hơn và nâng cao cơ hội tham dự Euro của họ qua các trận play-off Nations League.
Trong một cuộc phỏng vấn với trang meczyki.pl, phó chủ tịch UEFA Zbigniew Boniek thông báo rằng cả 10 đội tuyển quốc gia của CONMEBOL (Liên đoàn bóng đá Nam Mỹ) sẽ tham dự UEFA Nations League từ mùa giải 2024–25.

## Mùa giải
Mỗi mùa giải của UEFA Nations League sẽ được diễn ra trong hai năm, chia làm hai giai đoạn:
- Giai đoạn vòng bảng từ tháng 9 đến tháng 11 của năm chẵn. Riêng trong mùa giải 2022–23, giai đoạn này được tổ chức vào tháng 6 và tháng 9 năm 2022, do FIFA World Cup 2022 diễn ra vào cuối năm.[14][15]
- Vòng chung kết cho 4 đội nhất bảng của hạng A vào tháng 6 năm kế tiếp, thi đấu tập trung tại một trong 4 quốc gia.[8][9][10]

Sau khi Nations League và vòng loại đầu tiên của UEFA Euro hoặc FIFA World Cup khu vực châu Âu kết thúc, UEFA sẽ tổ chức vòng tranh vé vớt tới Euro hoặc World Cup cho các đội tuyển giành quyền tham dự vòng tranh vé vớt qua vòng loại đầu tiên của Euro hoặc World Cup, cùng các đội tuyển đứng đầu các bảng của tất cả các hạng trong Nation League nhưng bị loại tại vòng loại đầu tiên của Euro hoặc World Cup (nên nếu các đội đã có quyền tham dự trực tiếp vòng chung kết hay vòng play-off của UEFA Euro hoặc FIFA World Cup qua vòng loại đầu tiên thì các suất tham dự vòng play-off qua Nations League sẽ chuyển cho các đội đứng dưới của bảng đấu, nếu thừa thì sẽ dành cho các đội ở hạng dưới liền kề).

## Hình ảnh

### Chiếc cúp

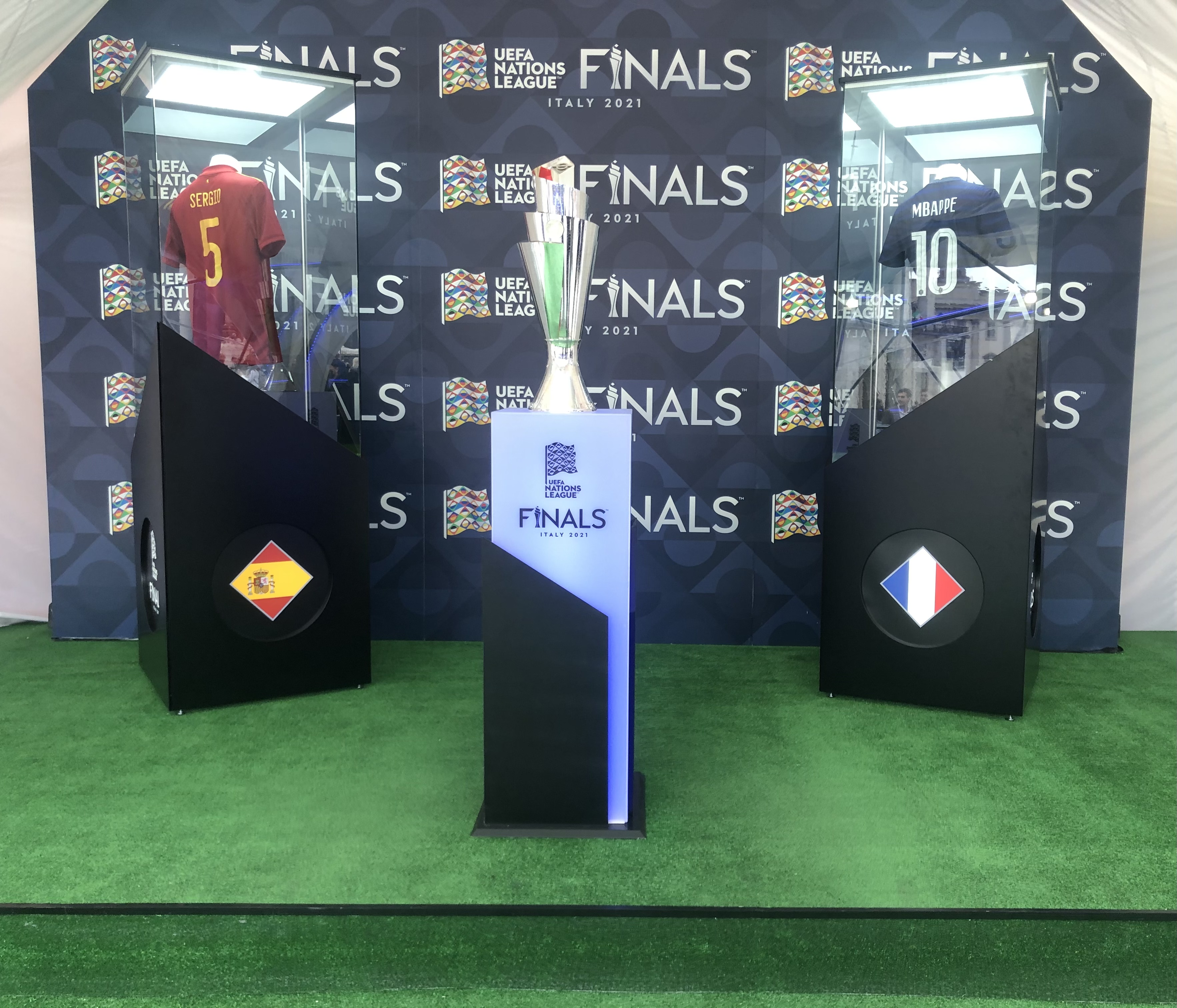
Chiếc cúp Nations League được trưng bày tại Piazza Duomo

Chiếc cúp UEFA Nations League đã được công bố trong lễ bốc thăm chia bảng ở  Lausanne, Thụy Sĩ. Chiếc cúp đại diện cho tất cả 55 hiệp hội quốc gia của UEFA và được làm bằng bạc bảng Anh. Chiếc cúp nặng 7,5 kg và cao 71 cm

### Bài hát
Bài hát chính thức của UEFA Nations League đã được thu âm với Dàn hợp xướng và Dàn nhạc Giao hưởng Đài phát thanh Hà Lan, hát bằng tiếng Latinh. Nó là sự kết hợp giữa nhạc cổ điển và điện tử, và được chơi khi các cầu thủ bước vào sân thi đấu, trong các đoạn truyền hình và cho các mục đích nghi lễ. Các nhà soạn nhạc là Giorgio Tuinfort và Franck van der Heijden.

### Biểu trưng
Biểu tượng được chọn cho logo này là Cờ các quốc gia châu Âu, mô tả các trận đấu và hành trình đến Chung kết.

## Kết quả
| Mùa giải | Chủ nhà vòng chung kết Hạng A |              | Chung kết     | Chung kết     | Chung kết     |               | Tranh hạng ba | Tranh hạng ba | Tranh hạng ba |
| Mùa giải | Chủ nhà vòng chung kết Hạng A | Vô địch      | Tỷ số         | Á quân        | Hạng ba       | Tỷ số         | Hạng tư       |               |               |
| -------- | ----------------------------- | ------------ | ------------- | ------------- | ------------- | ------------- | ------------- | ------------- | ------------- |
| 2018–19  | Bồ Đào Nha                    | · Bồ Đào Nha | 1–0           | · Hà Lan      | · Anh         | 0–0 (6–5) (p) | · Thụy Sĩ     |               |               |
| 2020–21  | Ý                             |              | · Pháp        | 2–1           | · Tây Ban Nha |               | · Ý           | 2–1           | · Bỉ          |
| 2022–23  | Hà Lan                        |              | · Tây Ban Nha | 0–0 (5–4) (p) | · Croatia     |               | · Ý           | 3–2           | · Hà Lan      |
| 2024–25  | Đức                           |              | Bồ Đào Nha    | 2–2 (5–3) (p) | · Tây Ban Nha |               | · Pháp        | 2–0           | Đức           |

## Thành tích đội tuyển theo mùa giải
- 1  – Vô địch
- 2  – Á quân
- 3  – Hạng ba
- 4  – Hạng tư
- – Thăng hạng
- * – Thăng hạng sau khi thay đổi thể thức
- – Không thay đổi
- – Xuống hạng
- – Ban đầu xuống hạng ở mùa giải trước (miễn sau khi thay đổi thể thức)
- Q – Giành quyền tham dự Vòng chung kết UEFA Nations League
- – Quốc gia chủ nhà của Vòng chung kết UEFA Nations League

| Đội tuyển quốc gia   | Mùa giải trong hạng đấu | Mùa giải trong hạng đấu | Mùa giải trong hạng đấu | Mùa giải trong hạng đấu | Mùa giải | Mùa giải | Mùa giải          | Mùa giải | Mùa giải | Mùa giải          | Mùa giải | Mùa giải | Mùa giải          |
| Đội tuyển quốc gia   | Mùa giải trong hạng đấu | Mùa giải trong hạng đấu | Mùa giải trong hạng đấu | Mùa giải trong hạng đấu | 2018–19  | 2018–19  | 2018–19           | 2020–21  | 2020–21  | 2020–21           | 2022–23  | 2022–23  | 2022–23           |
| Đội tuyển quốc gia   | A                       | B                       | C                       | D                       | Lg       | Rk       | M                 | Lg       | Rk       | M                 | Lg       | Rk       | M                 |
| -------------------- | ----------------------- | ----------------------- | ----------------------- | ----------------------- | -------- | -------- | ----------------- | -------- | -------- | ----------------- | -------- | -------- | ----------------- |
| Albania              | –                       | 1                       | 2                       | –                       | C        | 34       | Giữ nguyên vị trí | C        | 35       | Rise              | B        | 27       | Giữ nguyên vị trí |
| Andorra              | –                       | –                       | –                       | 3                       | D        | 53       | Giữ nguyên vị trí | D        | 55       | Giữ nguyên vị trí | D        | 53       | Giữ nguyên vị trí |
| Armenia              | –                       | 1                       | 1                       | 1                       | D        | 45       | *                 | C        | 36       | Rise              | B        | 31       | Fall              |
| Áo                   | 1                       | 2                       | –                       | –                       | B        | 18       | Giữ nguyên vị trí | B        | 18       | Rise              | A        | 13       | Fall              |
| Azerbaijan           | –                       | –                       | 2                       | 1                       | D        | 46       | *                 | C        | 43       | Giữ nguyên vị trí | C        | 38       | Giữ nguyên vị trí |
| Belarus              | –                       | –                       | 2                       | 1                       | D        | 43       | Rise              | C        | 38       | Giữ nguyên vị trí | C        | 46       | R                 |
| Bỉ                   | 3                       | –                       | –                       | –                       | A        | 5        | Giữ nguyên vị trí | A        | 4        | Giữ nguyên vị trí | A        | 7        | Giữ nguyên vị trí |
| Bosna và Hercegovina | 1                       | 2                       | –                       | –                       | B        | 13       | Rise              | A        | 15       | Fall              | B        | 18       | Rise              |
| Bulgaria             | –                       | 1                       | 2                       | –                       | C        | 29       | *                 | B        | 31       | Fall              | C        | 40       | Giữ nguyên vị trí |
| Croatia              | 3                       | –                       | –                       | –                       | A        | 9        | *                 | A        | 12       | Giữ nguyên vị trí | A        | 2        | Giữ nguyên vị trí |
| Síp                  | –                       | –                       | 3                       | –                       | C        | 36       | *                 | C        | 46       | Giữ nguyên vị trí | C        | 45       | R                 |
| Séc                  | 1                       | 2                       | –                       | –                       | B        | 20       | Giữ nguyên vị trí | B        | 19       | Rise              | A        | 14       | Fall              |
| Đan Mạch             | 2                       | 1                       | –                       | –                       | B        | 15       | Rise              | A        | 7        | Giữ nguyên vị trí | A        | 5        | Giữ nguyên vị trí |
| Anh                  | 3                       | –                       | –                       | –                       | A        | 3        | Giữ nguyên vị trí | A        | 9        | Giữ nguyên vị trí | A        | 15       | Fall              |
| Estonia              | –                       | –                       | 2                       | 1                       | C        | 37       | *                 | C        | 47       | Fall              | D        | 49       | Rise              |
| Quần đảo Faroe       | –                       | –                       | 1                       | 2                       | D        | 50       | Giữ nguyên vị trí | D        | 50       | Rise              | C        | 41       | Giữ nguyên vị trí |
| Phần Lan             | –                       | 2                       | 1                       | –                       | C        | 28       | Rise              | B        | 21       | Giữ nguyên vị trí | B        | 21       | Giữ nguyên vị trí |
| Pháp                 | 3                       | –                       | –                       | –                       | A        | 6        | Giữ nguyên vị trí | A        | 1        | Giữ nguyên vị trí | A        | 12       | Giữ nguyên vị trí |
| Gruzia               | –                       | –                       | 2                       | 1                       | D        | 40       | Rise              | C        | 42       | Giữ nguyên vị trí | C        | 33       | Rise              |
| Đức                  | 3                       | –                       | –                       | –                       | A        | 11       | *                 | A        | 8        | Giữ nguyên vị trí | A        | 10       | Giữ nguyên vị trí |
| Gibraltar            | –                       | –                       | 1                       | 2                       | D        | 49       | Giữ nguyên vị trí | D        | 49       | Rise              | C        | 48       | R                 |
| Hy Lạp               | –                       | –                       | 3                       | –                       | C        | 33       | Giữ nguyên vị trí | C        | 37       | Giữ nguyên vị trí | C        | 34       | Rise              |
| Hungary              | 1                       | 1                       | 1                       | –                       | C        | 31       | *                 | B        | 20       | Rise              | A        | 8        | Giữ nguyên vị trí |
| Iceland              | 2                       | 1                       | –                       | –                       | A        | 12       | *                 | A        | 16       | Fall              | B        | 23       | Giữ nguyên vị trí |
| Israel               | –                       | 2                       | 1                       | –                       | C        | 30       | *                 | B        | 25       | Giữ nguyên vị trí | B        | 17       | Rise              |
| Ý                    | 3                       | –                       | –                       | –                       | A        | 8        | Giữ nguyên vị trí | A        | 3        | Giữ nguyên vị trí | A        | 3        | Giữ nguyên vị trí |
| Kazakhstan           | –                       | –                       | 2                       | 1                       | D        | 47       | *                 | C        | 45       | Giữ nguyên vị trí | C        | 36       | Rise              |
| Kosovo               | –                       | –                       | 2                       | 1                       | D        | 42       | Rise              | C        | 44       | Giữ nguyên vị trí | C        | 39       | Giữ nguyên vị trí |
| Latvia               | –                       | –                       | –                       | 3                       | D        | 51       | Giữ nguyên vị trí | D        | 53       | Giữ nguyên vị trí | D        | 50       | Rise              |
| Liechtenstein        | –                       | –                       | –                       | 3                       | D        | 52       | Giữ nguyên vị trí | D        | 51       | Giữ nguyên vị trí | D        | 55       | Giữ nguyên vị trí |
| Litva                | –                       | –                       | 3                       | –                       | C        | 39       | *                 | C        | 41       | Giữ nguyên vị trí | C        | 47       | R                 |
| Luxembourg           | –                       | –                       | 2                       | 1                       | D        | 44       | *                 | C        | 39       | Giữ nguyên vị trí | C        | 37       | Giữ nguyên vị trí |
| Malta                | –                       | –                       | –                       | 3                       | D        | 54       | Giữ nguyên vị trí | D        | 52       | Giữ nguyên vị trí | D        | 52       | Giữ nguyên vị trí |
| Moldova              | –                       | –                       | 1                       | 2                       | D        | 48       | *                 | C        | 48       | Fall              | D        | 51       | Giữ nguyên vị trí |
| Montenegro           | –                       | 1                       | 2                       | –                       | C        | 35       | Giữ nguyên vị trí | C        | 34       | Rise              | B        | 28       | Giữ nguyên vị trí |
| Hà Lan               | 3                       | –                       | –                       | –                       | A        | 2        | Giữ nguyên vị trí | A        | 6        | Giữ nguyên vị trí | A        | 4        | Giữ nguyên vị trí |
| Bắc Macedonia        | –                       | –                       | 2                       | 1                       | D        | 41       | Rise              | C        | 40       | Giữ nguyên vị trí | C        | 42       | Giữ nguyên vị trí |
| Bắc Ireland          | –                       | 2                       | 1                       | –                       | B        | 24       | *                 | B        | 32       | Fall              | C        | 44       | Giữ nguyên vị trí |
| Na Uy                | –                       | 2                       | 1                       | –                       | C        | 26       | Rise              | B        | 22       | Giữ nguyên vị trí | B        | 24       | Giữ nguyên vị trí |
| Ba Lan               | 3                       | –                       | –                       | –                       | A        | 10       | *                 | A        | 10       | Giữ nguyên vị trí | A        | 11       | Giữ nguyên vị trí |
| Bồ Đào Nha           | 3                       | –                       | –                       | –                       | A        | 1        | Giữ nguyên vị trí | A        | 5        | Giữ nguyên vị trí | A        | 6        | Giữ nguyên vị trí |
| Cộng hòa Ireland     | –                       | 3                       | –                       | –                       | B        | 23       | *                 | B        | 28       | Giữ nguyên vị trí | B        | 26       | Giữ nguyên vị trí |
| România              | –                       | 2                       | 1                       | –                       | C        | 32       | *                 | B        | 26       | Giữ nguyên vị trí | B        | 29       | Fall              |
| Nga                  | –                       | 3                       | –                       | –                       | B        | 17       | Giữ nguyên vị trí | B        | 24       | Giữ nguyên vị trí | B        | 32       | Fall              |
| San Marino           | –                       | –                       | –                       | 3                       | D        | 55       | Giữ nguyên vị trí | D        | 54       | Giữ nguyên vị trí | D        | 54       | Giữ nguyên vị trí |
| Scotland             | –                       | 2                       | 1                       | –                       | C        | 25       | Rise              | B        | 23       | Giữ nguyên vị trí | B        | 20       | Rise              |
| Serbia               | –                       | 2                       | 1                       | –                       | C        | 27       | Rise              | B        | 27       | Giữ nguyên vị trí | B        | 19       | Rise              |
| Slovakia             | –                       | 2                       | 1                       | –                       | B        | 21       | *                 | B        | 30       | Fall              | C        | 43       | Giữ nguyên vị trí |
| Slovenia             | –                       | 1                       | 2                       | –                       | C        | 38       | *                 | C        | 33       | Rise              | B        | 25       | Giữ nguyên vị trí |
| Tây Ban Nha          | 3                       | –                       | –                       | –                       | A        | 7        | Giữ nguyên vị trí | A        | 2        | Giữ nguyên vị trí | A        | 1        | Giữ nguyên vị trí |
| Thụy Điển            | 1                       | 2                       | –                       | –                       | B        | 16       | Rise              | A        | 14       | Fall              | B        | 30       | Fall              |
| Thụy Sĩ              | 3                       | –                       | –                       | –                       | A        | 4        | Giữ nguyên vị trí | A        | 11       | Giữ nguyên vị trí | A        | 9        | Giữ nguyên vị trí |
| Thổ Nhĩ Kỳ           | –                       | 2                       | 1                       | –                       | B        | 22       | *                 | B        | 29       | Fall              | C        | 35       | Rise              |
| Ukraina              | 1                       | 2                       | –                       | –                       | B        | 14       | Rise              | A        | 13       | Fall              | B        | 22       | Giữ nguyên vị trí |
| Wales                | 1                       | 2                       | –                       | –                       | B        | 19       | Giữ nguyên vị trí | B        | 17       | Rise              | A        | 16       | Fall              |

### Các đội từng tham dự vòng Chung kết
| Team        | Winners         | Runners-up     | Third place     | Fourth place | Total |
| ----------- | --------------- | -------------- | --------------- | ------------ | ----- |
| Bồ Đào Nha  | 2 (2019*, 2025) |                |                 |              | 2     |
| Tây Ban Nha | 1 (2023)        | 2 (2021, 2025) |                 |              | 3     |
| Pháp        | 1 (2021)        |                | 1 (2025)        |              | 2     |
| Hà Lan      |                 | 1 (2019)       |                 | 1 (2023*)    | 2     |
| Croatia     |                 | 1 (2023)       |                 |              | 1     |
| Ý           |                 |                | 2 (2021*, 2023) |              | 2     |
| Anh         |                 |                | 1 (2019)        |              | 1     |
| Thụy Sĩ     |                 |                |                 | 1 (2019)     | 1     |
| Bỉ          |                 |                |                 | 1 (2021)     | 1     |
| Đức         |                 |                |                 | 1 (2025*)    | 1     |

## Phản ứng

### Ủng hộ
UEFA đã nghĩ ra giải đấu như một phương tiện để loại bỏ các trận giao hữu quốc tế — một mục đích đã được nhiều câu lạc bộ bóng đá và những người ủng hộ chia sẻ, với mùa giải bóng đá thường xuyên bị gián đoạn với các trận đấu quốc tế không cạnh tranh như một phần của Lịch thi đấu quốc tế của FIFA.

Vào tháng 2 năm 2012, UEFA và Hiệp hội các Câu lạc bộ Châu Âu (ECA) đã thống nhất với nhau rằng lịch thi đấu giao hữu quốc tế sẽ giảm từ 12 xuống 9 trận một năm với việc vòng giao hữu quốc tế vào tháng 8 trong liên đoàn UEFA bị bãi bỏ từ năm 2015. Khát vọng loại bỏ giao hữu để hướng đến một giải đấu mang tính cạnh tranh hơn đã nhận được cả những sự ủng hộ và chỉ trích từ nhiều nhà bình luận bóng đá.
Những người ủng hộ hơn hầu hết đều nhận ra rằng hầu hết các trận giao hữu đều không mang lại thứ bóng đá cạnh tranh và ý nghĩa. Giờ đây, họ sẽ có cơ hội xem đội bóng của mình thi đấu trong các trận đấu cạnh tranh hơn, tham gia vào một giải đấu mới và có cơ hội thứ hai để lọt vào các giải đấu lớn. Chắc chắn sẽ có ít trận giao hữu quốc tế hơn và chắc chắn sẽ ít có những trận giao hữu vô nghĩa hơn. Tuy nhiên, vẫn sẽ có khoảng trống trong lịch cho các trận giao hữu quốc tế — đặc biệt là các trận khởi động cho các vòng chung kết. UEFA cũng rất muốn các đội châu Âu vẫn có cơ hội đấu với các đối thủ đến từ các liên đoàn khác.

- UEFA.

### Chỉ trích
Thể thức này đã bị chỉ trích là cho phép các đội yếu hơn vượt qua giải Nations League để thi đấu ở vòng chung kết Giải vô địch châu Âu, thay vì vượt qua vòng loại thông qua quy trình tiêu chuẩn. Tuy nhiên, khi giải đấu bắt đầu vào năm 2018, nó đã nhận được tràng pháo tay vì 'các trận đấu rất đẳng cấp' và lượt về ấn tượng trong các lượt đấu đầu tiên.